# Cerro Las Tórtolas
El Cerro Las Tórtolas se ubica en el límite de Argentina (Provincia de San Juan) y Chile (IV Región de Coquimbo) en la Cordillera de los Andes. Su cumbre tiene una altura de 6.160 metros.
Este cerro, junto al Nevado Olivares, son las cumbres más altas de la zona.
El Cerro Las Tórtolas formó parte de los santuarios de altura ("Apu") de la cultura Inca, y de hecho constituye uno de los mejores estudiados hasta ahora. En 1952 se encontró en su cumbre una construcción idéntica a la hallada en el Cerro El Plomo: una enorme pirca de ocho metros por cuatro, con muros de contención de un metro de altura. Además de esto, en las numerosas ascensiones arqueológicas que se han realizado se han encontrado diversos objetos relacionados con dicha cultura.